# Pampus
Pampus es una isla artificial y un fuerte situado en el IJmeer cerca de Ámsterdam. Fue terminado en 1895 como parte de la línea de defensa de Ámsterdam (en neerlandés: Stelling van Amsterdam). En 1996 fue designado por la Unesco Patrimonio de la Humanidad como parte de dicha línea de defensa.
En 2007, la fortaleza fue restaurada parcialmente. Está abierta al público desde abril hasta octubre. Se puede llegar en un ferry desde Muiden o por bote privado.